# Виглен (Варненська область)
Ви́глен (болг. Въглен) — село у Варненській області Болгарії. Входить до складу общини Аксаково.

## Населення
За даними перепису населення 2011 року у селі проживали 1028 осіб.
Національний склад населення села:
| Національність   | Кількість осіб | Відсоток |
| ---------------- | -------------- | -------- |
| болгари          | 721            | 95,8%    |
| цигани           | 5              | 0,7%     |
| турки            | 3              | 0,4%     |
| інша             | 18             | 2,4%     |
| не визначились   | 6              | 0,8%     |
| Всього відповіли | 753            |          |

Розподіл населення за віком у 2011 році:
Динаміка населення: